# Gustav Fröhlich

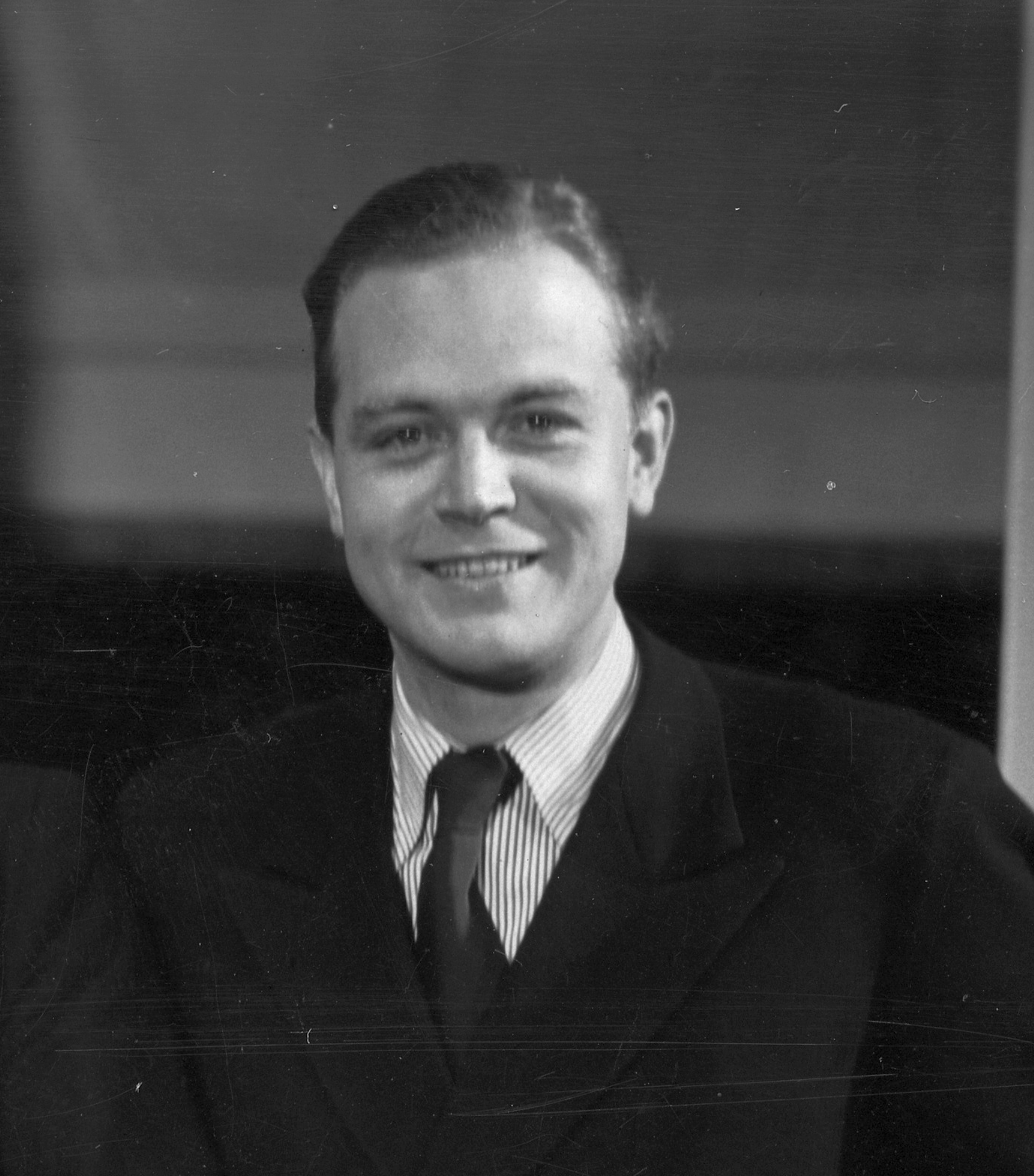

Gustav Fröhlich, född 21 mars 1902 i Hannover i Tyskland, död 22 december 1987 i Lugano i Schweiz, var en tysk skådespelare. Mest känd för en av huvudrollerna i Fritz Langs film Metropolis. Han medverkade i över 100 filmer. Från 1931 var han gift med den ungerska skådespelerskan Gitta Alpár.
Fröhlich blev på 1930-talet och 1940-talet populär som skådespelare i romantiska komedifilmer. Han gjorde sin sista filmroll 1960 och medverkade i TV-produktioner fram till 1981. 1973 tilldelades han det tyska filmpriset Filmband in Gold.

## Filmografi
- 1927 – Metropolis
- 1929 – Asfalt
- 1931 – Till polisens förfogande
- 1932 – En sång, en kyss, en flicka
- 1932 – Jag vill ej veta vem du är!
- 1940 – Sköna juveler